# Hammfeld (Neuss)
Das Hammfeld ist ein Stadtbezirk von Neuss und umfasst die Gewerbegebiete Hammfeld I, Hammfeld II und das Rheinpark-Center, das in den 1970er Jahren entstand und zu den wirtschaftlich bedeutendsten Stadtteilen von Neuss zählt. Da der Bezirk durch Gewerbe geprägt ist, wohnen auf den 4,09 km² nur 2.699 Einwohner bei einem Ausländeranteil von 64,6 %.
Neben den Gewerbegebieten und Dienstleistungszentren liegt im Hammfeld auch der 2010 eröffnete Rennbahnpark auf dem Gelände der ehemaligen Neusser Galopprennbahn. Direkt an den Rheinwiesen befindet sich der Rheinpark der EUROGA 2002.

## Geographische Lage
Folgende Stadtteile grenzen an den Bezirk Hammfeld
|                   | Hafengebiet                                 |            |
| Innenstadt        | Kompassrose, die auf Nachbargemeinden zeigt | Düsseldorf |
| Augustinusviertel | Gnadental                                   |            |

Auf der östlichen Seite wird das Hammfeld durch den Rhein, der an dieser Stelle eine natürliche Stadtgrenze zwischen Neuss und Düsseldorf zieht, begrenzt.

## Wirtschaft
Die größten ansässigen Unternehmen sind der US-amerikanische Technologiekonzern 3M mit seinem deutschen Hauptsitz und dem größten europäischen Forschungszentrum, der japanische Technologiekonzern Toshiba Europe GmbH (TEG) mit seiner europäische Hauptverwaltung, UPS und seit 2014 das Möbelhaus Höffner. Im Jahr 2020 ist die Unternehmensgruppe Creditreform mit ihrem Hauptsitz in ein neues Gebäude eingezogen. Das nur für akkreditierte Fachhändler zugängliche Fashionzentrum Euromoda ist mit 112.000 Quadratmeter Nutzfläche das größte seiner Art in Deutschland.
Das Einkaufszentrum Rheinpark-Center (vormals Huma-Park) ist neben der Innenstadt ein wichtiges Einkaufsgebiet im Rhein-Kreis Neuss und Umgebung. Des Weiteren befindet sich dort das Crowne Plaza Hotel Düsseldorf - Neuss mit einem Kongresszentrum. 

## Bildung
Ebenfalls im Stadtteil bietet die medicoreha Welsink Akademie mit ihren staatlich anerkannten Fachschulen für Physiotherapie und Ergotherapie über 300 Ausbildungsplätze und das duale Bachelor-Studium „Angewandte Therapiewissenschaften“ in Kooperation mit der Hochschule Niederrhein an. Mit dem Berufskolleg für Technik und Informatik Neuss gibt es auch eine berufsbildende Schule in Trägerschaft des Rhein-Kreises-Neuss, die mehr als 2.000 Schüler besuchen.

## Freizeit
Jährlich am letzten Augustwochenende wird das Neusser Bürger-Schützenfest gefeiert. Im Stadtteil Hammfeld liegt der Kirmesplatz.
Seit 1991 findet im nachgebauten Globe Theater das Shakespeare-Festival Neuss statt. 
Der Neusser Rennbahnpark wird 2026 Kernbereich der Landesgartenschau in Nordrhein-Westfalen sein.
 

Die Hammer Landstraße ist Startpunkt eines geplanten 24 km langen Radschnellwegs (RS5).

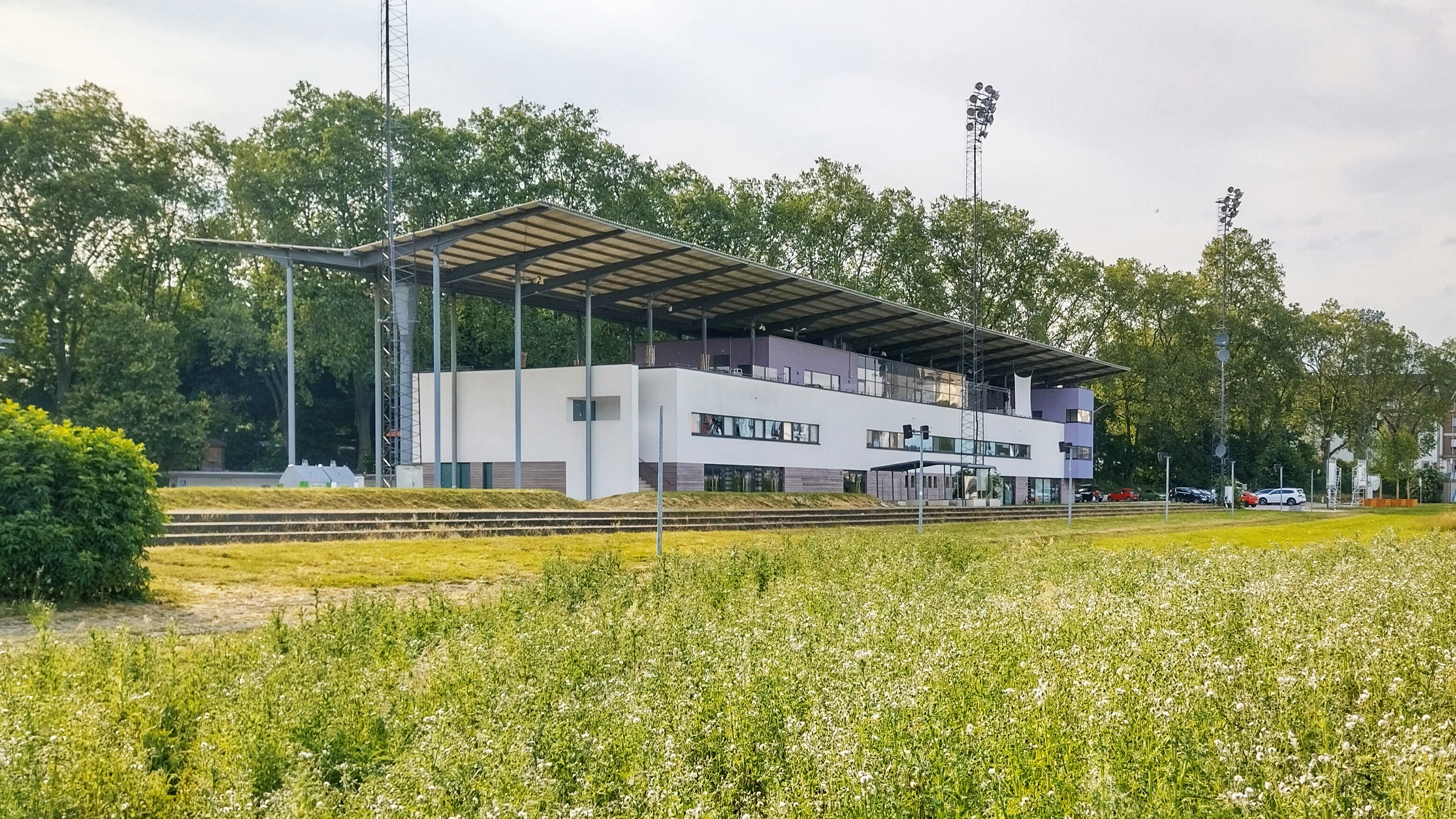
Alte Rennbahntribüne
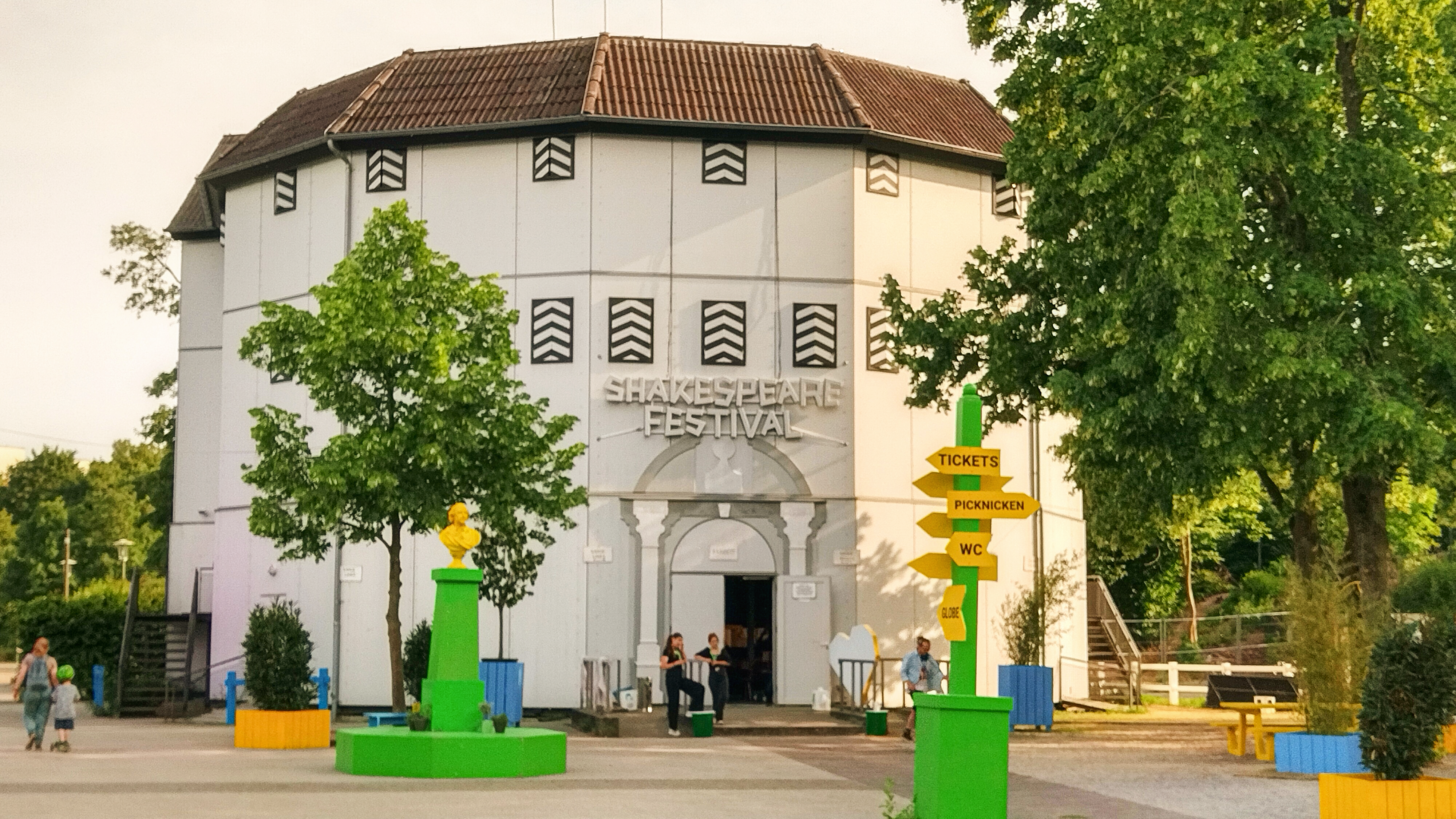
Globe Theater
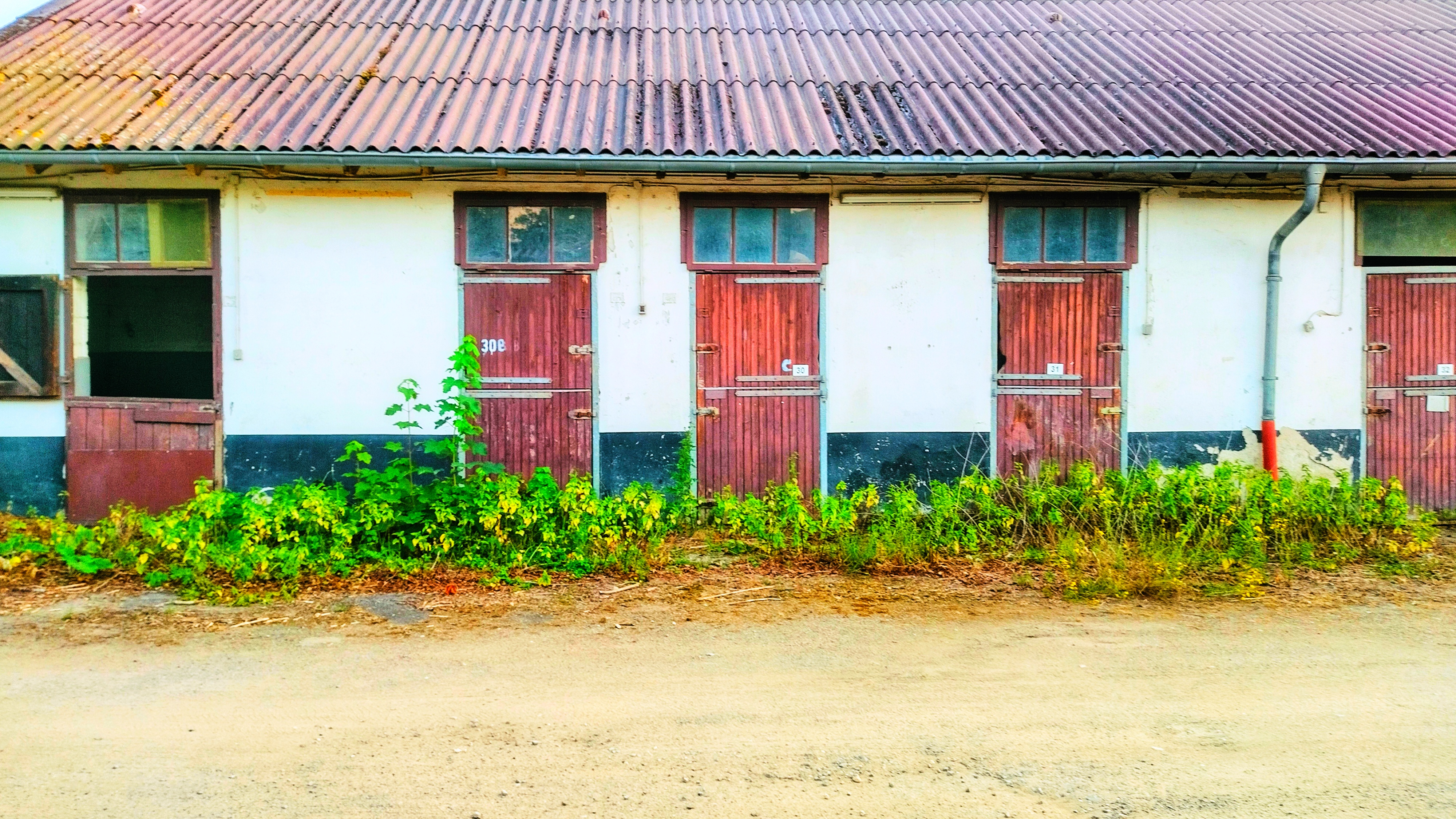
Stallung
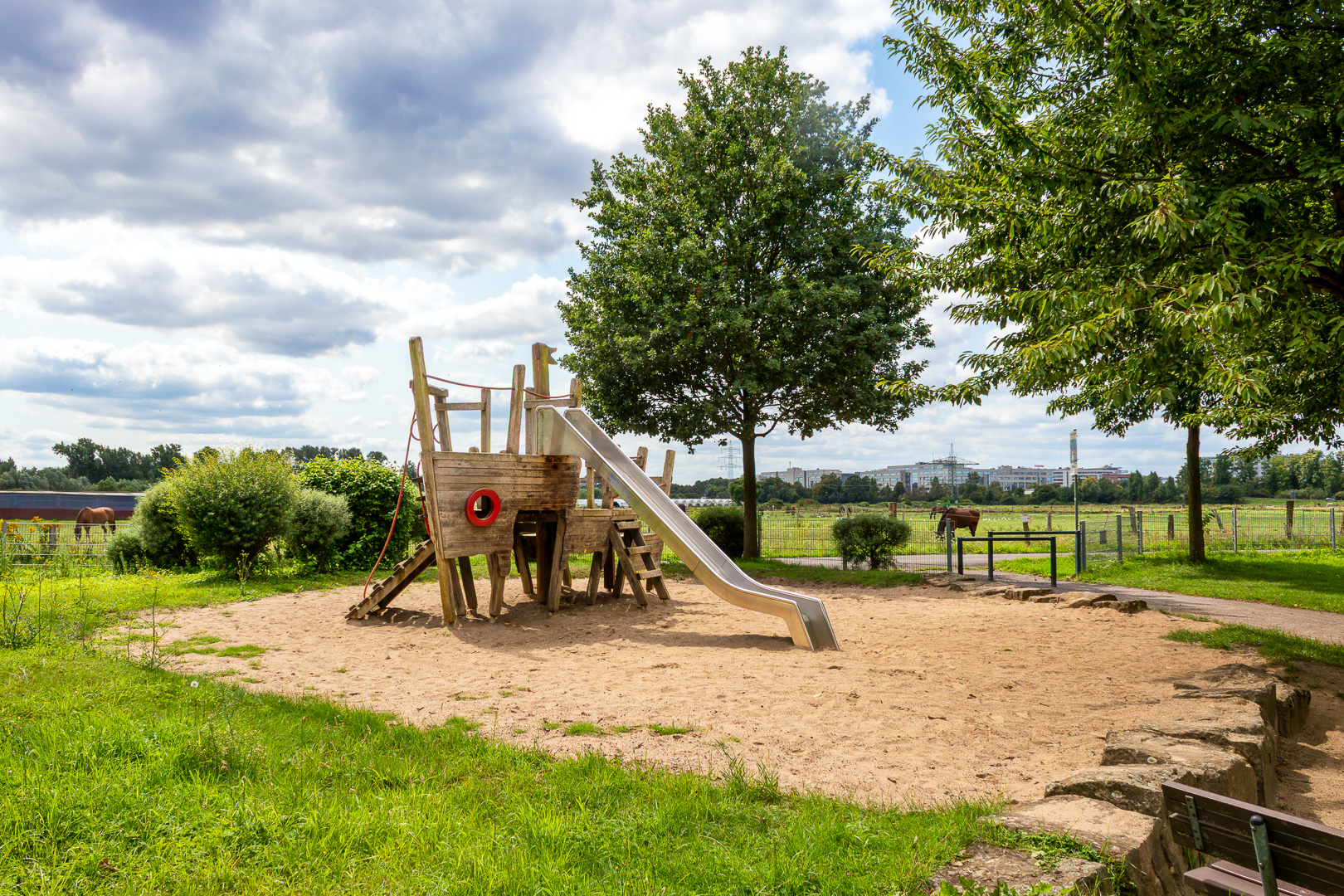
Spielplatz Obertorweg (Rheinvorland)
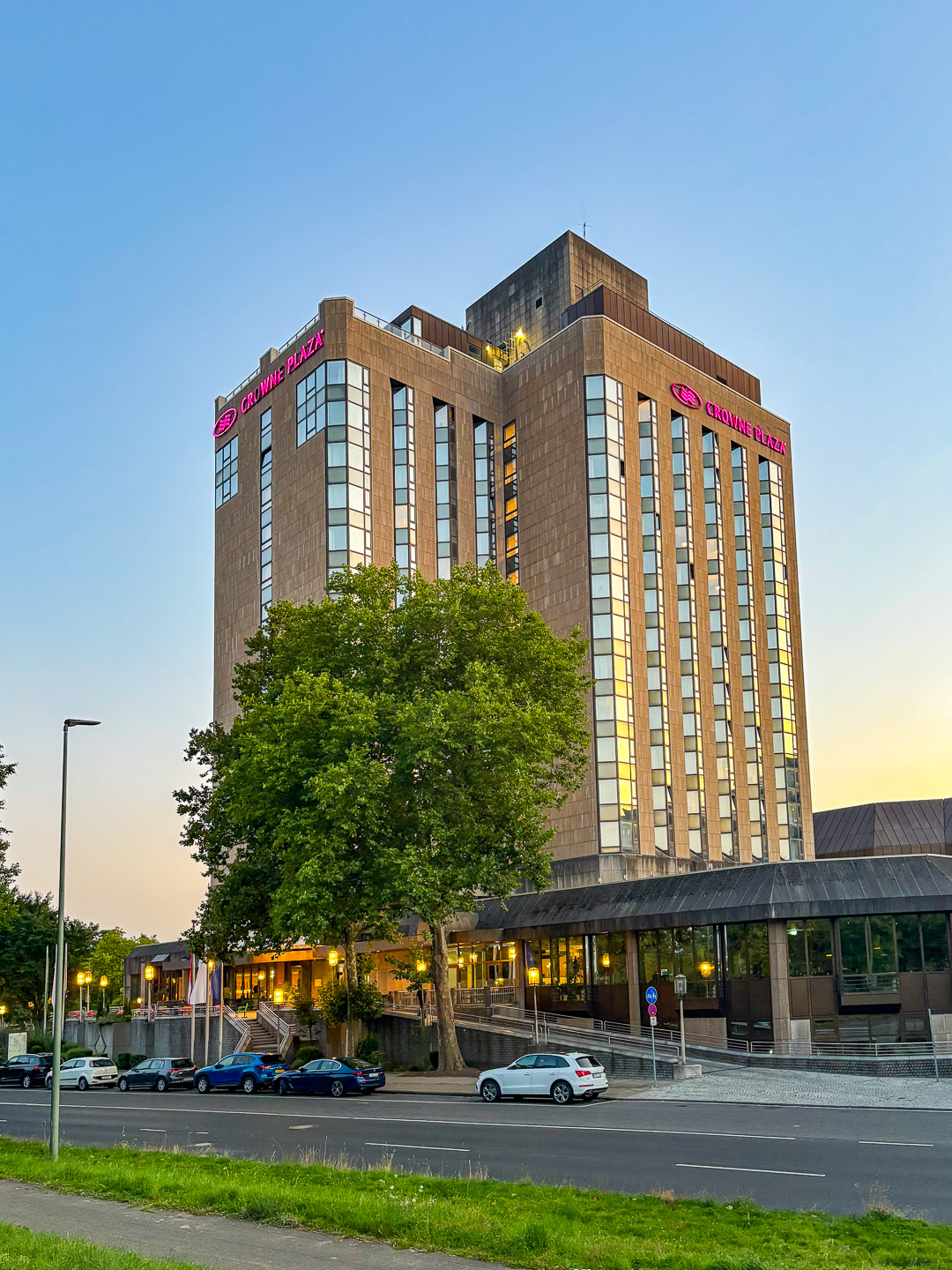
Hotel Crowne Plaza

## Verkehr
Das Neusser Hammfeld wird von zwei Buslinien, einer Straßenbahnlinien sowie drei Linien der S-Bahn Rhein-Ruhr bedient, die am 1988 eröffneten Haltepunkt Neuss Rheinparkcenter an der Bahnstrecke Mönchengladbach–Düsseldorf halten.
| Linie | Linienverlauf | Takt                                                                                         | Betreiber    |
| ----- | --- | -------------------------------------------------------------------------------------------- | ------------ |
| S 8   | Hagen Hbf – HA-Wehringhausen – HA-Heubing – HA-Westerbauer – Gevelsberg-Knapp – Gevelsberg Hbf – Gevelsberg-Kipp – Gevelsberg West – Schwelm – Schwelm West – W-Langerfeld – W-Oberbarmen – W-Barmen – W-Unterbarmen – Wuppertal Hbf – W-Steinbeck – W-Zoologischer Garten – W-Sonnborn – W-Vohwinkel – Haan-Gruiten – Hochdahl-Millrath – Hochdahl – Erkrath – D-Gerresheim – D-Flingern – Düsseldorf Hbf – D-Friedrichstadt – D-Bilk – D-Völklinger Straße – D-Hamm – NE Rheinpark-Center – NE Am Kaiser – Neuss Hbf – Büttgen – Kleinenbroich – Korschenbroich – MG-Lürrip – Mönchengladbach Hbf Stand: Fahrplanwechsel Dezember 2023 | 30 min 60 min (Hagen–Oberbarmen) 20 min (Oberbarmen–M’gladbach wochentags)                   | DB Regio     |
| S 11  | D-Flughafen Terminal – D-Unterrath – D-Derendorf – D-Zoo – D-Wehrhahn – Düsseldorf Hbf – D-Friedrichstadt – D-Bilk – D-Völklinger Straße – D-Hamm – NE Rheinparkcenter – NE Am Kaiser – Neuss Hbf – Neuss Süd – Norf – NE-Allerheiligen – Nievenheim – Dormagen – Dormagen-Chempark – Köln-Worringen – K-Blumenberg – K-Chorweiler Nord – K-Chorweiler – K-Volkhovener Weg – K-Longerich – K-Geldernstraße/Parkgürtel – K-Nippes – K-Hansaring – Köln Hbf – K-Messe/Deutz – K-Buchforst – K-Mülheim – K-Holweide – K-Dellbrück – Duckterath – Bergisch Gladbach Stand: Fahrplanwechsel Dezember 2023                                     | 20 min                                                                                       | DB Regio NRW |
| S 28  | Kaarster See – Kaarster Bahnhof – Kaarst Mitte/Holzbüttgen – IKEA Kaarst – Neuss Hbf – NE Am Kaiser – NE Rheinpark-Center – D-Hamm – D-Völklinger Straße – D-Bilk – D-Friedrichstadt – Düsseldorf Hbf – D-Flingern – D-Gerresheim – Erkrath Nord – Neanderthal – Mettmann Zentrum – Mettmann Stadtwald – Hahnenfurth-Düssel – W-Vohwinkel – W-Zoologischer Garten – W-Steinbeck – Wuppertal Hbf Stand: Fahrplanwechsel Dezember 2023 | 20 min (wochentags) 20/40 min (Mettmann–Wuppertal wochentags) 30 min (Wochenenden/Feiertage) | Regiobahn    |

| Linie | Linienverlauf |
| ----- | --- |
| 709   | Gerresheim, Krankenhaus – Grafenberg – Düsseldorf Hbf – Südfriedhof – Neuss Rheinparkcenter Süd – Neuss Hauptbahnhof – Neuss Theodor-Heuss-Platz |
| 842   | Rheinparkcenter – Landestheater – Neuss Hauptbahnhof – Stadionviertel – Lukaskrankenhaus                                                         |
| 874   | Rheinparkcenter – Hammfeld – Landestheater – Stadthalle – Gnadental – Norf – Rosellen – Dormagen-Gohr – Broich (– Rommerskirchen-Vanikum)        |

Des Weiteren ist das Hammfeld an die A 57 angeschlossen.